# Personne n'est parfait (album d'Alain Chamfort)
Pour les articles homonymes, voir Personne n'est parfait.
Albums de Alain Chamfort
Neuf
(1993) Ce n'est que moi
(2000)
Singles
1. Qu'est-ce que t'as fait d'mes idées noires ?
Sortie : Septembre 1997[1]
2. Tombouctou
Sortie : Décembre 1997[1]
3. Les majorettes
Sortie : Avril 1998[1]

Personne n'est parfait est le dixième album studio d'Alain Chamfort publié en 1997 chez Sony Records - Epic Records.

## Liste de titres
| No  | Titre                                        | Durée |
| --- | -------------------------------------------- | ----- |
| 1.  | Contre l'amour                               | 3:44  |
| 2.  | Qu'est-ce que t'as fait d'mes idées noires ? | 4:20  |
| 3.  | Aucune différence                            | 3:52  |
| 4.  | Ma faiblesse est la plus forte               | 4:45  |
| 5.  | Tombouctou                                   | 4:49  |
| 6.  | Si tu t'en allais                            | 3:52  |
| 7.  | Plus douce sera la chute                     | 3:43  |
| 8.  | Les majorettes                               | 4:31  |
| 9.  | Notre histoire                               | 4:44  |
| 10. | Ce piano est à vendre                        | 4:07  |
| 11. | La plainte du blessé léger                   | 2:56  |
| 12. | Ce n'est que moi                             | 4:40  |

## Classement hebdomadaire
| Classement (1997) | Meilleure place |
| ----------------- | --------------- |
| France (SNEP)     | 50              |

## Critiques
Pour Libération, c'est son « disque le mieux ficelé ».